# Ал-Хумаза
Сура Ал-Хумаза (на арабски: سورة الهمزة, Клеветникът) е 104-та сура от Свещения Коран и се състои от 9 аята.

## Преглед
Смята се, че заглавието се отнася за Ахнас ибн Шарик или за Уалид ибн ал-Мугира.
Сурата осъжда клеветниците и тези, които смятат, че богатството им ще ги предпази от смъртта, както и описва ада, който ги очаква. Фразата „клеветник-хулител“ (на арабски хумаза лумаза), според Ибн Катир, първата дума означава клеветене на думи, а втората клеветене чрез действия, въпреки това, той също цитира, че един муджахид казва обратното: „Ал-хумаза е с ръката и окото, а ал-лумаза с езика“.